# Champigny en Rochereau
Champigny en Rochereau est, depuis le 1er janvier 2017, une commune nouvelle française située dans le département de la Vienne en région Nouvelle-Aquitaine.

## Géographie

### Localisation
Cette commune est située dans le nord-ouest de la Vienne, entre Mirebeau, Vouillé et Neuville de Poitou.

### Communes limitrophes
| Cuhon      | Amberre                |                       |
| Vouzailles | Champigny-en-Rochereau | Saint-Martin-la-Pallu |
| Maillé     | Frozes                 | Villiers              |

### Climat
Pour des articles plus généraux, voir Climat de la Nouvelle-Aquitaine et Climat de la Vienne.
Historiquement, la commune est exposée à un climat océanique du nord-ouest.  
En 2020, Météo-France publie une typologie des climats de la France métropolitaine dans laquelle la commune est exposée à un climat océanique altéré et est dans la région climatique Poitou-Charentes, caractérisée par un bon ensoleillement, particulièrement en été et des vents modérés.
Pour la période 1971-2000, la température annuelle moyenne est de 11,8 °C, avec une amplitude thermique annuelle de 14,7 °C. Le cumul annuel moyen de précipitations est de 681 mm, avec 10,8 jours de précipitations en janvier et 6,7 jours en juillet. Pour la période 1991-2020, la température moyenne annuelle observée sur la station météorologique la plus proche, située sur la commune de Neuville-de-Poitou à 8 km à vol d'oiseau, est de 12,5 °C et le cumul annuel moyen de précipitations est de 704,6 mm,. Pour l'avenir, les paramètres climatiques de la commune estimés pour 2050 selon différents scénarios d’émission de gaz à effet de serre sont consultables sur un site dédié publié par Météo-France en novembre 2022.

## Urbanisme

### Typologie
Au 1er janvier 2024, Champigny en Rochereau est catégorisée bourg rural, selon la nouvelle grille communale de densité à sept niveaux définie par l'Insee en 2022.
Elle est située hors unité urbaine. Par ailleurs la commune fait partie de l'aire d'attraction de Poitiers, dont elle est une commune de la couronne,. Cette aire, qui regroupe 97 communes, est catégorisée dans les aires de 200 000 à moins de 700 000 habitants,.

### Risques majeurs
Le territoire de la commune de Champigny en Rochereau est vulnérable à différents aléas naturels : météorologiques (tempête, orage, neige, grand froid, canicule ou sécheresse), inondations, mouvements de terrains et séisme (sismicité modérée). Il est également exposé à un risque technologique,  le transport de matières dangereuses. Un site publié par le BRGM permet d'évaluer simplement et rapidement les risques d'un bien localisé soit par son adresse soit par le numéro de sa parcelle.

#### Risques naturels
Certaines parties du territoire communal sont susceptibles d’être affectées par le risque d’inondation par débordement de cours d'eau, notamment la Palu. La commune a été reconnue en état de catastrophe naturelle au titre des dommages causés par les inondations et coulées de boue survenues en 1982, 1983, 1999 et 2010,.
Les mouvements de terrains susceptibles de se produire sur la commune sont des tassements différentiels. La commune a été reconnue en état de catastrophe naturelle au titre des dommages causés par des mouvements de terrain en 1999 et 2010.

## Toponymie
Il associe une partie de chacun des noms des communes fondatrices.

## Histoire
La commune nouvelle regroupe les communes de Champigny-le-Sec et Le Rochereau, qui deviennent des communes déléguées, le 1er janvier 2017 Son chef-lieu se situe à Champigny-le-Sec.

## Politique et administration

### Liste des maires
| Période      | Période  | Identité          | Étiquette | Qualité                   |
| ------------ | -------- | ----------------- | --------- | ------------------------- |
| janvier 2017 | En cours | Dominique Dabadie | SE        | Ancien maire du Rochereau |

### Communes déléguées
| Nom                      | Code Insee | Intercommunalité       | Superficie (km2) | Population (dernière pop. légale) | Densité (hab./km2) |
| ------------------------ | ---------- | ---------------------- | ---------------- | --------------------------------- | ------------------ |
| Champigny-le-Sec (siège) | 86053      | CC du Mirebalais       | 24,31            | 1 092 (2014)                      | 45                 |
| Le Rochereau             | 86208      | CC du Pays Vouglaisien | 8,93             | 789 (2014)                        | 88                 |

### Circonscriptions électorales
À la suite du décret du 5 mars 2020, la commune est entièrement rattachée au canton de Migné-Auxances.

## Population et société

### Démographie
L'évolution du nombre d'habitants est connue à travers les recensements de la population effectués dans la commune depuis sa création.

En 2022, la commune comptait 1 890 habitants, en évolution de −1,36 % par rapport à 2016 (Vienne : +0,6 %, France hors Mayotte : +2,11 %).
| 2015  | 2016  | 2021  | 2022  |
| ----- | ----- | ----- | ----- |
| 1 903 | 1 916 | 1 914 | 1 890 |

## Économie
Essentiellement basé dans une économie de l'agriculture (blé, colza...)
Champigny-en-Rochereau propose plusieurs types de commerces comme :
- 2 boulangerie  
- 2 coiffeurs 
- 1 boucherie 
- 
- 
- 1 poste
- 1 bar tabac 
- Plusieurs entreprises

## Culture locale et patrimoine

### Lieux et monuments
- Église Notre-Dame de Champigny-le-Sec. Elle est inscrite à l'Inventaire général du patrimoine culturel[19].

### Personnalités liées à la commune
Philipe Croison est venu au gymnase de Champigny en Rochereau à l’occasion d’un évènement